# Alfred Moquin-Tandon
 (juillet 2023).
Si vous disposez d'ouvrages ou d'articles de référence ou si vous connaissez des sites web de qualité traitant du thème abordé ici, merci de compléter l'article en donnant les références utiles à sa vérifiabilité et en les liant à la section « Notes et références ».
Christian Horace Bénédict Alfred Moquin-Tandon, né à Montpellier le 7 mai 1804 et mort à Paris le 15 avril 1863, est un botaniste, médecin et écrivain français.

## Biographie
Son père, Horace-Bénédict Moquin est négociant et sa mère, Cécile-Euphémie Tandon, est la petite-fille d'André-Auguste Tandon, « le dernier troubadour. »
Il commence à travailler comme simple copiste et caissier dans la maison de commerce Moquin-Tandon et compagnie. Il étudie notamment auprès du botaniste Michel Félix Dunal (1789-1856) et obtient son titre de docteur ès sciences le 9 décembre 1826, puis de docteur en médecine le 18 août 1828. Il est professeur de zoologie à l'Athénée de Marseille de 1829 à 1830, puis professeur d’histoire naturelle à la faculté des sciences de Toulouse de 1833 à 1838, puis professeur de botanique dans cette même faculté de 1838 à 1852 (il était directeur du jardin botanique depuis 1834). Enfin, il résigna ses fonctions toulousaines pour aller occuper la chaire d’histoire naturelle médicale à la faculté de médecine de Paris à partir de 1853.
En septembre 1834, il avait fait un voyage de quelques semaines à Paris. Outre les deux personnalités qu'il était venu consulter, le chimiste Louis Jacques Thénard et le ministre François Guizot, il rencontre un grand nombre de scientifiques : Étienne Geoffroy Saint-Hilaire (1772-1844), Pierre Marcel Toussaint de Serres (v. 1780-1862), Marie Jean-Pierre Flourens (1794-1867), Augustin Pyrame de Candolle (1778-1841), André-Marie Ampère (1775-1836), Victor Cousin (1792-1867), Adolphe Brongniart (1801-1876). Il tire un récit de ce court séjour où ses remarques ne sont pas toutes élogieuses : « J'ai remarqué que beaucoup de ces messieurs étaient fort au-dessous de leur réputation. L'usurpation du génie est assez commune à Paris. » Ce récit a été réédité en 1999.
Il est élu mainteneur de l'Académie des Jeux floraux en 1844. Lors d'un séjour en Corse en 1850, il rencontre Jean-Henri Fabre, alors jeune professeur de Sciences naturelles, sur lequel il exerce une influence décisive en faveur de l'entomologie. Il est élu membre de l'Académie des sciences en 1854. Il prononce l'éloge d’André Marie Constant Duméril (1774-1860) devant la faculté de médecine de Paris. Outre ses travaux en botanique, on lui doit des recherches sur les mollusques et les sangsues.
Moquin-Tandon utilise plusieurs pseudonymes notamment pour réaliser des supercheries littéraires. Il fait paraître à Toulouse en 1836 Carya magalonensis :

« Moquin-Tandon ne s’est pas contenté de simuler un manuscrit du commencement du XIVe siècle, de l’inventer, en langue romane, de parler le langage qu’on parlait alors à Montpellier ; mais, pour tromper encore la clairvoyance des critiques les plus éprouvés, il ne fit tirer son œuvre qu’à cinquante exemplaires, soigneusement numérotés. Il l’orna d’un fac-simile du manuscrit prétendu original, et lui-même lithographia, dora et coloria ces cinquante exemplaires. »

L’illusion fut si complète que des spécialistes de la langue romane s’y trompèrent. Aujourd'hui, il est souvent considéré comme appartenant à la catégorie des « fous littéraires ». Augustin Pyrame de Candolle a fait de lui ce portrait :

« M. Moquin qui se trouva avec Belanger dans mon herbier est tout opposé à son caractère. C'est un homme actif, laborieux et qui a le travail facile. Il venait étudier les Chénopodées et familles voisines et a depuis publié sur cette famille une excellente monographie. Il a toute la vivacité languedocienne et nous amusa beaucoup en nous lisant un petit ouvrage de sa composition dans la langue des troubadours supposé trouvé à Maguelonne et assez bien fait dans le genre pour avoir pu tromper M. Rainouard. »

Il est président de la Société botanique de France en 1857.

## Point de vue
Certains esprits portent des fleurs, d’autres des fruits ; celui de M. Moquin-Tandon produisait, avec une égale fécondité, les fleurs de la littérature et les fruits de la science.
Édouard Drouyn de Lhuys (1805-1881)

## Liste partielle des publications

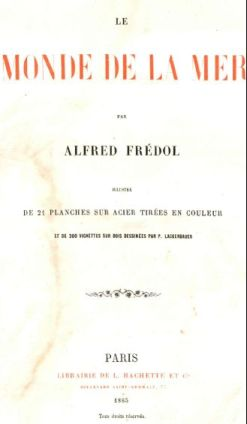
Le monde de la mer, Ed. 1865 (page de titre)

- Mémoires sur l'oologie, ou sur les œufs des animaux (Paris, 1824).
- Essai sur les dédoublements ou multiplications d'organes dans les végétaux (Montpellier, 1826).
- Monographie de la famille des Hirudinées (Gabon, Paris, 1827).
- Avec Philip Barker Webb (1793-1854) et Sabin Berthelot (1794-1880), Histoire naturelle des îles Canaries (Paris, 1836-1844).
- Chenopodearum monographica enumeratio (P.-J. Loss, Paris, 1840).
- Moquin-Tandon dirige la parution des deux volumes de Las Flors del gay saber... (Toulouse, 1841).
- Éléments de tératologie végétale, ou Histoire abrégée des anomalies de l'organisation dans les végétaux (P.-J. Loss, Paris, 1841) — L’ouvrage est traduit en allemand par Johannes Conrad Schauer (1813-1848), Pflanzen-Teratologie, Lehre von dem regelwidrigen Wachsen und Bilden der Pflanzen (Haude et Spener, Berlin, 1842).
- Histoire naturelle des mollusques terrestres et fluviatiles de France, contenant des études générales sur leur anatomie et leur physiologie et la description particulière des genres, des espèces et des variétés (trois volumes, J.-B. Baillière, Paris, 1855).
- Éléments de zoologie médicale, contenant la description des animaux utiles à la médecine et des espèces nuisibles à l'homme, venimeuses ou parasites (J.-B. Baillière, Paris, 1860, réédité en 1862).
- Éléments de botanique médicale, contenant la description des végétaux utiles à la médecine et des espèces nuisibles à l'homme (J.-B. Baillière, Paris, 1861, réédité en 1866) .
- Sous le pseudonyme Alfred Frédol Le Monde de la mer (imprimerie de E. Martinet, Paris, 1863, réédité par L. Hachette, 1865, puis en 1866 et en 1881) .
- Un naturaliste à Paris réédité en 1999 par Sciences en situation, collection « Sens de l'histoire », 163 p.  (ISBN 2908965119)